# Esquí artístic i acrobàtic
L'esquí artístic i acrobàtic és una modalitat d'esquí que combina el descens i l'acrobàcia i, també valora l'habilitat d'un esquiador a efectuar determinats moviments tècnics com salts i piruetes.
Va néixer a la dècada de 1930 en els entrenaments dels esquiadors noruecs d'esquí alpí i esquí nòrdic. Stein Eriksen, medallista olímpic d'esquí alpí, va inventar una rutina d'entrenaments amb salts mortals i altres moviments, coneguts com a hot-dog.
Gràcies a aquests entrenaments, el 1979 la Federació Internacional d'Esquí l'acceptà com a esport i va establir una sèrie de reglaments.
Existeixen cinc especialitats: 
- Salts acrobàtics o aerial: Els salts acrobàtics es fan mitjançant un trampolí recobert de neu, que permet fer salts de fins a 6 m d'alçada. Els esquiadors executen una sèrie de tombarelles, girs i tirabuixons que són valorats per un jurat.
- Bamps o mogul: L'especialitat de bamps consisteix en un descens amb esquís per una pista escarpada de 250 m plena de monticles i clots, en què s'han d'efectuar diversos salts acrobàtics. Es valora la tècnica d'esquí, els salts realitzats i la velocitat amb què s'efectua el descens.
- Ballet o acroesquí: El ballet o acroesquí consisteix en el descens per una pista nevada en la qual s'efectua una coreografia de passos, piruetes i cabrioles acompanyada per un fil musical.
- Esquí cros: L'esquí cros consisteix en una cursa en què quatre o sis esquiadors prenen la sortida de manera simultània, i emprenen el descens per una pista plena de bamps, clots i revolts peraltats.
- Esquí d'estil lliure o freeskiing: L'esquí d'estil lliure és una nova branca de l'esquí artístic. És una varietat no olímpica que comparteix característiques amb l'skateboard, el bicicròs i el patinatge en línia.